# Heinrich Boltz

Heinrich Boltz

Heinrich Boltz (* 5. November 1831 in Völklingen; † 9. Mai 1918 in Saarbrücken) war ein deutscher Jurist und Mitglied des Deutschen Reichstags.

## Leben
Heinrich Boltz war der Sohn des Regierungsrats und Mitglieds des Preußischen Abgeordnetenhauses Johann Heinrich Boltz (1804–1858) und dessen Ehefrau Franziska (Fannie) geb. Hosemann. Er legte 1851 am Friedrich-Wilhelm-Gymnasium in Trier das Abitur ab. Am 3. November desselben Jahres immatrikulierte er sich zum Jurastudium an der Universität Heidelberg und wechselte zum Wintersemester 1853/54 an die Universität Bonn. Nach dem Studienabschluss trat er am
1. Oktober 1854 als Einjährig-Freiwilliger ins 29. Infanterie-Regiment ein. Später wurde er Reserveoffizier beim 30. Infanterie-Regiment, von dem er 1873 als Hauptmann abging.
Seinen Ausbildungsdienst als Auskultator und Referendar absolvierte er beim Landgericht Trier. Am 27. Dezember 1861 bestand er das Assessorexamen am Appellationsgerichtshof Köln. 1862 ließ er sich als Advokat erst in Trier und dann beim Landgericht Saarbrücken nieder, 1885 wurde er zum Justizrat und 1901 zum Geheimen Justizrat ernannt. Ab 1870 war er Stadtrat und ab 1890 Beigeordneter in Saarbrücken. Weiter war er Fiskalanwalt der Regierung in Trier, der Bergwerksdirektion und Eisenbahndirektion in Saarbrücken.
Von 1893 bis 1912 war er Mitglied des Deutschen Reichstags für den Wahlkreis Trier 5 Saarbrücken und die Nationalliberale Partei.

## Familie
Am 1. April 1864 heiratete Heinrich Boltz die Trierer Kaufmannstochter Elise Margaretha Anhaeuser (1844–1891).

## Ehrungen
- 1890: Roter Adlerorden 4. Klasse[6]
- 1909: Roter Adlerorden 3. Klasse mit Schleife
- 1911: Kronenorden 2. Klasse
- 1914: Roter Adlerorden 2. Klasse mit Eichenlaub